# 久米常民
久米 常民（くめ つねたみ、1913年5月5日 - 1977年2月10日）は、愛知県知多郡東浦村（現・東浦町）出身の国文学者。専門は万葉集であり、中部地方における万葉研究の中心的な役割を果たした。学位は博士（文学）（名古屋大学）。

## 経歴

### 青年期

友人だった新美南吉

1913年（大正2年）5月5日、愛知県知多郡東浦村（現・東浦町）藤江に生まれた。1920年（大正9年）4月に藤江尋常小学校に入学し、1926年（大正15年）3月に藤江尋常小学校を卒業した。1926年（大正15年）4月に旧制愛知県立半田中学校に入学し、1931年（昭和6年）3月に愛知県立半田中学校を卒業した。半田中学校時代の友人として、後に児童文学作家となる新美南吉（本名は新美正八）がおり、南吉と久米は互いが書いた文学作品を交換して読み合うなどしていた。半田中学4年時には久米が首席、新美南吉が次席だった。南吉は久米に宛てた手紙の中で「思へば『話の出来る奴』は君一人だったな」などと記している。
1931年（昭和6年）4月に旧制第八高等学校に入学し、1934年（昭和9年）3月に第八高等学校を卒業した。1934年（昭和9年）3月に東京帝国大学文学部国文学科に入学し、1937年（昭和12年）3月に東京帝国大学文学部国文学科を卒業した。久米と同じく藤江出身の国文学者として久松潜一がおり、東京帝国大学では久松に師事した。

### 教員時代
1937年（昭和12年）3月、愛知県立津島中学校の教諭となった。1940年（昭和15年）、京都府立第三中学校の教諭となった。この間の1938年（昭和13年）2月に結婚し、1942年（昭和17年）2月に長男が生まれている。
1943年（昭和18年）5月、陸軍予科士官学校の教授となった。この頃から万葉集に関する論文を発表している。1945年（昭和20年）8月に陸軍予科士官学校が閉鎖されると、1946年（昭和21年）4月には愛知県立半田商業高等学校の教諭となり、1947年（昭和22年）4月には愛知県第一高等女学校（1年後に愛知県立明和高等学校に改称して共学化）の教諭となり、1949年（昭和24年）8月には愛知県立大府高等学校の教諭となった。
1952年（昭和27年）10月からは愛知学芸大学の非常勤講師を務めている。1956年（昭和31年）4月には愛知県立半田高等学校の教諭となった。1957年（昭和32年）4月には愛知県立女子短期大学助教授兼愛知県立女子大学助教授となり、1959年（昭和34年）にはそれぞれ教授となった。1966年（昭和41年）には開学した愛知県立大学教授兼愛知県立女子短期大学教授となった。
1970年（昭和45年）12月には論文「万葉における文学性の研究」によって名古屋大学から博士（文学）の学位を受けた。1973年（昭和48年）4月には愛知県立大学附属図書館長に就任し、この頃から国語教育に関する論文を多数発表している。1974年（昭和49年）には東浦町総合計画審議会委員長に就任し、1975年（昭和50年）には東浦町都市計画審議会委員に就任した。

### 死去

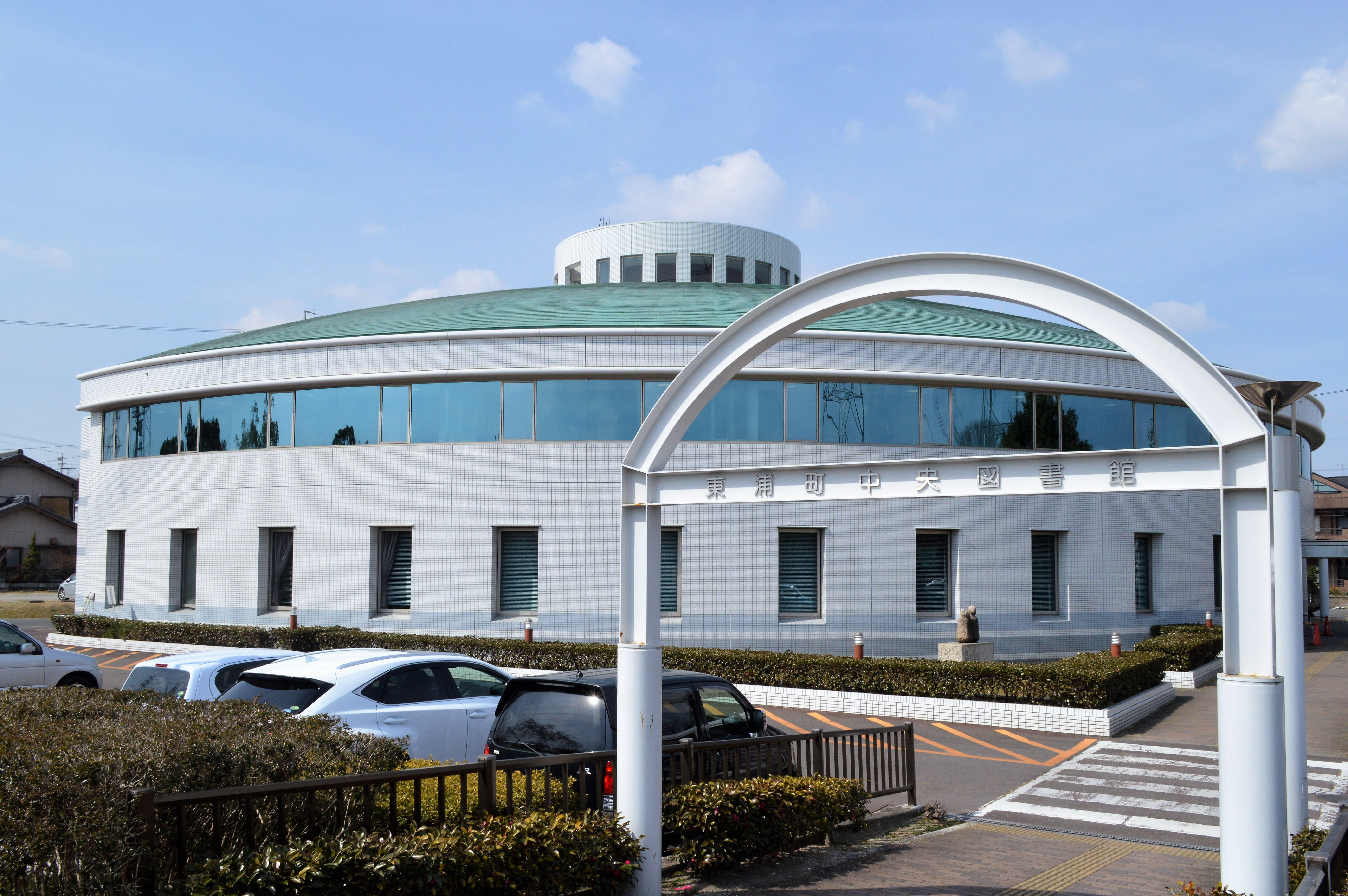
久米と久松潜一に関する特別資料室がある東浦町中央図書館

1977年（昭和52年）2月10日、急性脊髄炎のために中部労災病院で死去した。3月には従四位勲三等瑞宝章を受けた。
生前には東浦町立片葩小学校や東浦町立森岡小学校や東浦町立北部中学校の校歌を作詞している。なお、恩師の久松も愛知県立東浦高等学校、東浦町立東浦中学校、東浦町立藤江小学校の校歌を作詞している。郷里の東浦町中央図書館には久米と久松潜一についての特別資料室があり、万葉集の研究書約600冊など、久米が所蔵していた国文学の研究書約1800冊などが展示されている。

## 著書
- 『万葉集の誦詠歌』塙書房、1961年
- 『国語教育の方法と実践的理論』右文書院、1966年
- 『国文学 解釈と鑑賞』至文堂、1970年
- 『万葉集の文学論的研究』桜楓社、1970年
- 『書き・書く・書け』桜楓社、1971年
- 『万葉集 次代と作品』桜楓社、1973年
- 『教科「国語」は何をすべきものであるか』東浦町教育委員会、1976年
- 『万葉歌謡論』角川書店、1979年